# Værelse 17
|  | Denne artikel er oprettet af botten PalnaBot ud fra en ekstern database. Den kan derfor have sproglige fejl eller mangler. Denne skabelon kan fjernes efter kontrol af indholdet. |

Værelse 17 er en kortfilm fra 1993 instrueret af Per Fly efter manuskript af Per Fly.

## Handling
Hver tirsdag og torsdag formiddag mødes John og motelejerens smukke kone Lena på værelse 17. En aften ankommer Sara, en ung pige fra byen, og indlogerer sig for natten. En film om kærlighed, løgn og jalousi.